# Trichoniscus oedipus
Trichoniscus oedipus là một loài chân đều trong họ Trichoniscidae. Loài này được Sfenthourakis miêu tả khoa học năm 1995.